# Розбірки у маленькому Токіо
Розбірки у маленькому Токіо (англ. Showdown in Little Tokyo) — американський бойовик 1991 року.

## Сюжет
Поліцейський Кріс Кеннер, батьків якого в дитинстві вбив член банди якудза, розслідує вбивство танцівниці в нічному клубі й розповсюдження в японському кварталі Лос-Анджелеса нового наркотику метамфетаміну. Разом зі своїм новим напарником Джонні Муратою вони з'ясовують, що за цим убивством стоїть бос якудза Йошида. Кеннер упізнає в Йошиді вбивцю батьків і розслідування перетворюється на безжальну помсту.

## У ролях
| Актор               | Роль                |
| ------------------- | ------------------- |
| Дольф Лундгрен      | сержант Кріс Кеннер |
| Брендон Лі          | Джонні Мурата       |
| Кері-Хіроюкі Тагава | Фунекей Йошида      |
| Тіа Каррере         | Мінако Окейа        |
| Тоширо Обата        | Сато                |
| Філіп Тан           | Танака              |
| Родні Кагеяма       | Едді                |
| Ерні Лайвлі         | детектив Нельсон    |
| Рене Гріффін        | Енджел Мюллер       |
| Рейд Асато          | Муто                |